# Марта Стюарт
Марта Хелън Стюарт (на английски: Martha Helen Stewart) е американска бизнесдама, писателка, модел и телевизонна личност.

## Ранни години
Марта Стюарт е родена на 3 август 1941 г. в Джърси Сити, Ню Джърси. Тя е второто от шестте деца, родени в среднокласовото семейство на Едуард Костира и Марта Ружковски Костира, като е изцяло с полски корени. Когато Марта е на 3-годишна възраст, семейството се премества в Нътли. При католическото си миропомазване приема името Грейс.
Когато Стюарт е на 10 години, работи като бавачка на децата на играчите от Ню Йорк Янкис Мики Ментъл, Йоги Бера и Джил Макдъгалд. Мики и Мерлин Ментъл имат четирима синове, за които Стюарт се грижи и организира партита за рождените им дни. Малко след това започва кариерата на Стюарт като модел и на 15-годишна възраст участва в реклама на Унилевер, последвана и от други реклами.
Майката на Стюарт я учи да готви и шие. По-късно научава процесите на консервирането, когато посещава дома на баба си и дядо си в Бъфало. Баща ѝ, който е имал голяма страст към градинарството, предава знанията си на дъщеря си.
Стюарт завършва гимназията в Нътли, а след това Барнард Колидж към Колумбийския университет, първоначално учи специалност по химия, но преминава към изкуство, история и история на архитектурата. За да плати обучението си в колежа, започва работа за Шанел. През това време тя се запознава с Андрю Стюарт, който завършва юридическата си степен в Йейл. Двамата сключват брак през юли 1961 г. Тя се завръща в Барнард година след брака им, за да се дипломира с двойна специалност по история и архитектурна история.

## Кариера
През 1967 г. Марта Стюарт започва работа като борсов брокер, професията на свекъра ѝ. Междувременно Андрю Стюарт основава издателство и изпълнява функциите на главен изпълнителен директор на няколко други. Андрю и Марта Стюарт се преместват в Уестпорт, Кънектикът, където закупуват и реставрират селска къща от 1805 г., която по-късно ще стане модел за телевизионното студио на Martha Stewart Living. Стюарт работи като управител на магазин за гурме храни, но след разногласие със собствениците е изгонена и отворя собствен магазин. По-късно Стюарт е водеща на различни кулинарни предавания.
Като основател на Марта Стюарт Ливинг Омнимедия тя постига успех чрез различни бизнес начинания, обхващащи издателство, излъчване, мърчандайзинг и електронна търговия. Тя е написала многобройни бестселъри, издател е на списание Martha Stewart Living и е водещ на две телевизионни програми, Martha, която се излъчва от 2005 до 2012 г., и Martha Stewart Living, излъчвана в периода 1993 – 2004 г.
През 2004 г. Стюарт е осъдена по обвинения, свързани със случая за търговия с акции ImClone. Появяват се спекулации, че същият случай ефективно ще сложи край на медийната ѝ империя, но през 2005 г. Стюарт започва кампания за завръщане и компанията ѝ започва да генерира печалби през 2006 г. Стюарт отново се присъединява към борда на директорите на Марта Стюарт Ливинг Омнимедия през 2011 г. и става председател на същата компания през 2012 г. Компанията е придобита от различни марки през 2015 г.